# الیمب
الیمب (به لاتین: Alembe) یک شهرک کوچک در گابن است که در Moyen-Ogooué واقع شده‌است.